# 李左車
李 左車（り さしゃ、生没年不詳）は、中国秦末から前漢初期にかけての武将。趙の広武君。趙の名将の李牧の孫で、李汨の子。兄は李諒、弟は李仲車。

## 概要
趙が漢の劉邦と敵対し、漢の別働隊の韓信と井陘の戦いで戦い敗れた。20万と号する大軍を擁した趙であったが、戦いに臨んで李左車は宰相の陳余に、狭い地形を利用して本隊で守りつつ別働隊で韓信を襲うことを献策したが、陳余は却下した。趙に内偵を送っていた韓信は李左車の策が容れられなかったことを知って大いに喜び、敢然と攻め入った。結果、隘路を越えて背水の陣を採った韓信に趙軍は敗れ、趙王歇と陳余と李左車は捕虜となった。李左車を除いて、処刑された。
戦後に、韓信は李左車を軍師と仰いで燕と斉を破る方法を尋ねたところ、李左車は恥じ入って「敗軍の将、兵を語らず」（敗軍之将、不可以言勇）と答えた。韓信は「百里奚は虞に在りて虞は滅び、秦に在りて秦は覇たり」と返し、貴殿のような賢者をないがしろにしたために、（再び）趙は滅亡したのですと答え、なおも斉・燕の攻略法を聞いた。李左車は、「智者は千慮に一失が有り、愚者も千慮に一得が有る」と愚者の策であると前置きした上で、
- 韓信軍の兵は疲れ果てており、今燕や斉を攻めても長く時間が掛かり屈服させ難い。兵たちは休ませるべき。
- 少数の兵で魏や趙を破った韓信の威は高く、燕や斉は恐れている。
- 趙を鎮定し戦没者の遺民に施しを行い、彼らで燕を攻め、かつ利を説いて懐柔する。
- 同じように斉に当たる。

という策を授けた。後に韓信は李左車の策を用い、燕王臧荼を服従させた。